# Illinka
Illinka  (ucraniano: Іллінка) es una localidad del Raión de Odesa en el Óblast de Odesa de Ucrania. Según el censo de 2001, tiene una población de 1350 habitantes.